# HD 106198
HD 106198，又名CD-33 8252，SAO 203245、HR 4647，是一颗恒星，视星等为6.5，位于銀經293.97，銀緯28.08，其B1900.0坐标为赤經12h 8m 1.7s，赤緯-33° 28.08′ 9″。